# Pseudoclimaciella elisabethae
Pseudoclimaciella elisabethae är en insektsart som först beskrevs av Navás 1936.  Pseudoclimaciella elisabethae ingår i släktet Pseudoclimaciella och familjen fångsländor. Inga underarter finns listade i Catalogue of Life.